# Krzysztof Mikołajczak
Krzysztof Mikołajczak (n. 5 octombrie 1984, Varșovia) este un scrimer polonez specializat pe spadă, laureat cu bronz la Campionatul Mondial de Scrimă din 2009 și la Campionatul European din 2013, și campion european pe echipe în 2005.
A studiat farmacoeconomie la Universitatea Medicală din Varșovia. Este corporal în Forțele armate ale Poloniei.

## Palmares
Clasamentul la Cupa Mondială
| An  | 2003 | 2004 | 2005 | 2006 | 2007 | 2008 | 2009 | 2010 | 2011 | 2012 | 2013 | 2014 | 2015 |
| --- | ---- | ---- | ---- | ---- | ---- | ---- | ---- | ---- | ---- | ---- | ---- | ---- | ---- |
| Loc | 289  | 119  | 126  | 20   | 41   | 93   | 33   | 71   | 125  | 199  | 27   | 153  | 90   |

## Legături externe
- en  Prezentare Arhivat în 26 octombrie 2014, la Wayback Machine. la Confederația Europeană de Scrimă